# Лоренс (округ, Алабама)
Ло́ренс (англ. Lawrence County) — округ в США, штате Алабама. По состоянию на 2010 год, численность населения составляла 34 339 человек. Официально образован 6-го февраля 1818 года. Получил своё название по имени американского политического деятеля Джеймса Лоуренса.

## География
По данным Бюро переписи США, общая площадь округа равняется 1 857 км², из которых 1 790 км² суша и 70 км² или 3,7 % это водоемы.

### Соседние округа
|                   | Лодердейл |        | Лаймстон |  |
| Франклин, Колберт | север     | Морган |          |  |
| Франклин, Колберт | Лоренс    | Морган |          |  |
| Франклин, Колберт | юг        | Морган |          |  |
|                   | Уинстон   | Калмен |          |  |

## Население
По данным переписи населения 2000 года в округе проживает 34 803 жителей в составе 13 538 домашних хозяйств и 10 194 семей. Плотность населения составляет 19 человек на км². На территории округа насчитывается 15 009 жилых строений, при плотности застройки 8 строений на км². Расовый состав населения: белые — 77,77 %, афроамериканцы — 13,36 %, коренные американцы (индейцы) — 5,36 %, азиаты — 0,10 %, гавайцы — 0,01 %, представители других рас — 0,33 %, представители двух или более рас — 3,08 %. Испаноязычные составляли 1,05 % населения независимо от расы.
В составе 34,70 % из общего числа домашних хозяйств проживают дети в возрасте до 18 лет, 60,50 % домашних хозяйств представляют собой супружеские пары проживающие вместе, 11,20 % домашних хозяйств представляют собой одиноких женщин без супруга, 24,70 % домашних хозяйств не имеют отношения к семьям, 22,60 % домашних хозяйств состоят из одного человека, 9,50 % домашних хозяйств состоят из престарелых (65 лет и старше), проживающих в одиночестве. Средний размер домашнего хозяйства составляет 2,55 человека, и средний размер семьи 2,99 человека.
Возрастной состав округа: 25,70 % моложе 18 лет, 8,40 % от 18 до 24, 30,10 % от 25 до 44, 23,70 % от 45 до 64 и 12,10 % от 65 и старше. Средний возраст жителя округа 36 лет. На каждые 100 женщин приходится 96,20 мужчин. На каждые 100 женщин старше 18 лет приходится 92,40 мужчин.
Средний доход на домохозяйство в округе составлял 31 549 USD, на семью — 38 565 USD. Среднестатистический заработок мужчины был 31 519 USD против 20 480 USD для женщины. Доход на душу населения составлял 16 515 USD. Около 13,10 % семей и 15,30 % общего населения находились ниже черты бедности, в том числе — 16,80 % молодежи (тех, кому ещё не исполнилось 18 лет) и 24,50 % тех, кому было уже больше 65 лет.